# Salvador Soler i Forment
Salvador Soler i Forment (Sitges, 20 de maig del 1894 – 15 d'octubre del 1982) va ser un periodista i poeta sitgetà.

## Biografia
Després d'acabar els estudis de Comerç, treballà d'apoderat en diverses entitats bancàries (Banca Marsans, Banc Hispano Colonial). Des de jove, però, destacà especialment en el camp de la premsa; se'l considera el periodista més prolífic de la història de Sitges, a causa dels setanta anys de col·laboracions ininterrompudes en molts dels periòdics de la vila. Aquestes tant foren de tipus poètic, com articles de divulgació sobre una gran diversitat de matèries, com ressenyes i crítiques teatrals.

### Activitat literària
La seva carrera literària s'inicià ja el 1910, amb poesies i articles publicats al periòdic Baluard de Sitges, al que restà vinculat fins al 1923, quan la dictadura de Primo de Rivera tancà la publicació. Tot seguit, Soler fundà el setmanari La Punta (1924) i, el 1929, la Gaseta de Sitges. Escrits seus aparegueren, al mateix temps, en les diverses revistes de l'època, tant comarcals (La Punta, 1925; L'Amic de les Arts, 1926; Gaseta de Vilafranca, 1926-1931; de 1930 a 1936 al renascut Baluard), com barcelonines (La Veu de Catalunya, La Nova Revista (1927-1929), Mirador).
Un cop acabada la guerra civil, i definitivament extintes la majoria de publicacions on col·laborava, esdevingué un dels principals autors de L'Eco de Sitges i, posteriorment, de l'Antología de Sitges (1950-1955) i de Sitges (1962-1972). En la seva carrera emprà una gran varietat de pseudònims, com Bachelor, Hèlius, Batall, Glower, Himself, Juan Cristóbal, Light, Summer-Boarder, Zèfir i Varoic.
Ultra les innombrables contribucions en premsa, també publicà tres llibres: dos reculls de poesia (Rims de l'hora sitgetana el 1928 i Càntic del Vinyet i altres poemes en 1977) i el volum de relats curts Dones del meu paisatge (1928).

### Activitat ciutadana
Soler també estigué present i, quan calgué, impulsà decididament molts actes polítics i culturals de la societat sitgetana dels anys 20 i 30. En el "Centre Nacionalista Català", d'on fou tresorer el 1916 i vocal el 1920; l'any 22, com a president del consell directiu de les "Joventuts Nacionalistes de Sitges" (adherides a Acció Catalana) , i al mateix any com a organitzador de l'homenatge popular a l'alcalde Josep Planes i Robert. Promogué la creació dels "Amics de les Arts" (1925), entitat que portà a Sitges conferenciants de la talla d'en Carles Riba, Lluís Bertran i Pijoan i Josep Carner (el qual correspongué amb el madrigal A Sitges). També muntà l'"Exposició Històrica de l'Art Sitgetà" i l'homenatge nacional a Santiago Rusiñol del 10 de gener del 1926.
Associat del Casino Prado, tingué un paper rellevant en molts dels seus actes, com els parlaments de les noces d'or (1927) i de platí de l'entitat. Seva fou la lletra de l'Himne del Centenari (1977), musicat pel mestre Cohí-Grau, i seves foren també les propostes dels homenatges del metge Benaprès (1952), el pintor Roig i Soler i el periodista Soler i Tasis (1955).
La seva vila li manifestà el seu reconeixement en diverses maneres: amb l'homenatge ciutadà, impulsat per L'Eco de Sitges el 1956; amb el premi de La Ploma d'Or del 1970, guanyada conjuntament amb l'historiador Josep Carbonell i Gener i, finalment, amb el títol de "Fill Predilecte de la Vila" que l'ajuntament presidit per Vicenç Ibàñez li atorgà el 1977.

## Obres de Salvador Soler
- Dones del meu paisatge: proses Barcelona: Imp. Altés, 1928
- Rims de l'hora sitgetana Barcelona: Imp. Altés, 1928. Poesies d'estil noucentista deutores de Josep Carner i del poeta local Trinitat Catasús.
- Càntic del Vinyet i altres poemes Sitges: Grup d'Estudis Sitgetans, 1977
- Sitges guspireig de festa, passat i present Vídeo amb text de Blai Fontanals i Argenter i Salvador Soler. Sitges: Elenc Artístic de Sitges, 1995

- Pròleg de Salvador Soler al llibre d'Agustí Esclasans Blanc damunt blau (Ritmes de Sitges 1941-1946) Barcelona: Biblioteca Ritmològica, 1947